# Coccophagus vietnamicus
Coccophagus vietnamicus är en stekelart som beskrevs av Sugonjaev 1998. Coccophagus vietnamicus ingår i släktet Coccophagus och familjen växtlussteklar.
Artens utbredningsområde är Vietnam. Inga underarter finns listade i Catalogue of Life.